# Oboronia
Oboronia is een geslacht van vlinders van de familie van de Lycaenidae. De soorten van dit geslacht komen voor in tropisch Afrika.

## Soorten
- O. albicosta (Gaede, 1916)
- O. bueronica Karsch, 1895
- O. guessfeldtii (Dewitz, 1879)
- O. liberiana Stempffer, 1950
- O. ornata (Mabille, 1890)
- O. pseudopunctatus (Strand, 1912)
- O. punctatus (Dewitz, 1879)